# Vina Mazumdar
Vina Mazumdar (Calcuta, 28 de març de 1927 - Nova Delhi, 30 de maig de 2013) va ser una acadèmica índia, feminista, pionera en els estudis de les dones a l'Índia i una figura destacada del moviment de dones en la postindependència de l'Índia.

## Biografia
Va ser secretària de la primera Comissió de la Condició Jurídica i Social de la Dona a l'Índia que va dur a terme el primer informe sobre la situació de les dones al país, Cap a la Igualtat (1974). Va ser directora fundadora del Centre d'Estudis per al Desenvolupament de la Dona (CWDS), una organització autònoma creada en 1980, en el marc del Consell Indi de Recerca en Ciències Socials (ICSSR). Va ser professora nacional de Recerca al Centre d'Estudis per al Desenvolupament de la Dona, Delhi.